# 1998년 동계 올림픽 아르메니아 선수단
1998년 동계 올림픽 아르메니아 선수단은 일본 나가노에서 개최된 1998년 동계 올림픽에 참가한 올림픽 아르메니아 선수단이다.

## 알파인 스키
| 선수                | 세부 종목 | 1차 시기 | 2차 시기 | 합계    | 순위 |
| 아르센 하루티유니얀 | 회전      | 1:07.51  | 1:07.60  | 2:15.11 | 27   |

## 참고 자료
- (영어) “Armenia at the 1998 Nagano Winter Games”. SR/Olympic Sports. 2012년 8월 29일에 원본 문서에서 보존된 문서. 2011년 10월 9일에 확인함.
- 공식 올림픽 보고서 보관됨 2012-02-04 - 웨이백 머신